# آنجلو (کامیونیتی)، ویسکانسین
آنجلو (به انگلیسی: Angelo) یک منطقهٔ مسکونی در ایالات متحده آمریکا است که در آنجلو واقع شده است. آنجلو ۲۴۶٫۸۹ متر بالاتر از سطح دریا واقع شده است.